# عنقص سقطري
عنقص سقطري أو عنقص سيموني (الاسم العلمي: Empusa simonyi) هو نوع من الحشرات يتبع جنس العنقص من الفصيلة العنقصية. تم وصف هذا النوع من الحشرات علمياً لأول مرة من قبل كريستيان فرديناند فردريش كراوس (بالإنجليزية: Christian Ferdinand Friedrich Krauss)‏ سنة 1902.

## نطاق الإنتشار
يعتبر هذا النوع من سرعوفيات آسيا وينتشر في سقطرى في اليمن.